# Czepiele
Czepiele – wieś w Polsce, położona w województwie podlaskim, w powiecie sokólskim, w gminie Kuźnica.
| SIMC    | Nazwa         | Rodzaj     |
| ------- | ------------- | ---------- |
| 0033181 | Kryski        | przysiółek |
| 0033198 | Tołoczki Małe | kolonia    |

W latach 1975–1998 wieś administracyjnie należała do województwa białostockiego.
Wierni kościoła rzymskokatolickiego należą do parafii Świętej Trójcy i św. Dominika w Klimówce.